# Гоу, Скотт
Скотт Гоу (англ. Scott Gow; род. 6 ноября 1990, Калгари, Альберта) — канадский биатлонист, бронзовый призёр чемпионата мира 2016 года в мужской эстафете.
Младший брат — Кристиан Гоу, также биатлонист, призёр чемпионата мира. Завершил карьеру в сезоне 2021/22.

## Достижения
- Бронзовый призёр чемпионата мира 2016 года в эстафете 4x7,5 км;
- Серебряный призёр чемпионата мира среди юношей в эстафете: (2009).

### Общий зачёт в Кубке мира
- 2012/13 — 77-е место (22 очка)
- 2013/14 — 99-е место (6 очков)
- 2014/15 — 79-е место (19 очков)
- 2015/16 — 66-е место (44 очка)